# Zentrale Erfassungsstelle der Landesjustizverwaltungen

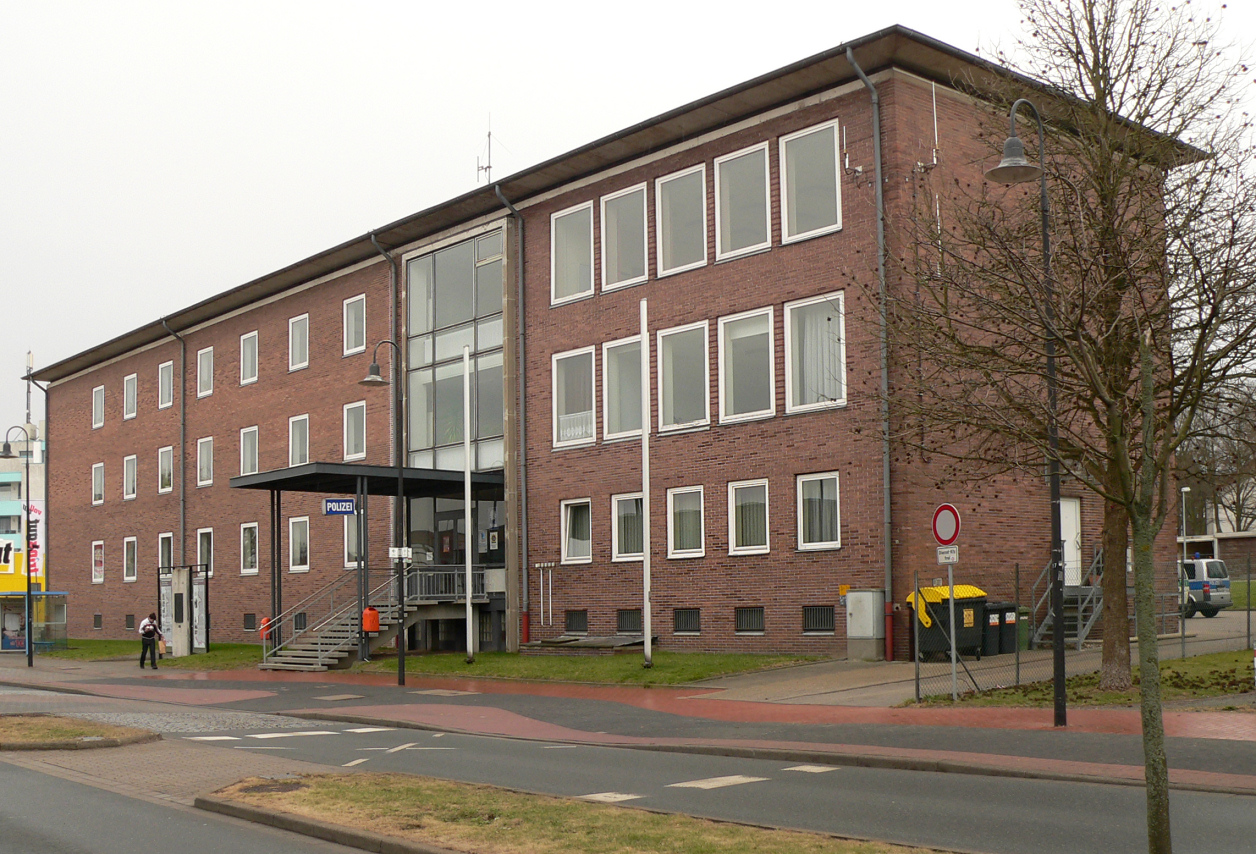
Ehemaliger Sitz in Salzgitter-Bad (2012)

Die Zentrale Beweismittel- und Dokumentationsstelle der Landesjustizverwaltungen in Salzgitter bestand von 1961 bis 1992 und nahm ihre Arbeit am 24. November 1961 in Salzgitter-Bad auf. Sie hatte die Aufgabe, Hinweisen auf vollendete oder versuchte Tötungshandlungen (zum Beispiel an der innerdeutschen Grenze), Unrechtsurteile aus politischen Gründen, Misshandlungen im Strafvollzug und Verschleppung oder politische Verfolgung in der DDR nachzugehen und Beweismittel darüber zu sammeln. Dieses sollte der Abschreckung potentieller Täter dienen und so zu einer Erleichterung der Lebensverhältnisse in der DDR führen. Langfristig sollten die Informationen im Fall einer deutschen Wiedervereinigung zur Eröffnung von Strafverfahren dienen. Es ging zudem, so die Stadtverwaltung Salzgitter, darum, „zu einem Zeitpunkt, da eine Strafverfolgung nicht möglich war, Verantwortliche zu benennen, den Tätern Namen und den Opfern die Hoffnung auf Wiedergutmachung des erlittenen Unrechts zu geben.“
Die Einrichtung der Zentralen Erfassungsstelle (ZESt) erfolgte auf eine Forderung des Regierenden Bürgermeisters in Berlin, Willy Brandt. Brandt wollte eine „organisatorische Grundlage für eine bundeseinheitliche und umfassende Strafverfolgung der Untaten der Gewalthaber der SED“ schaffen.
Als Vorbild nannte Brandt die „Zentrale Stelle der Landesjustizverwaltungen zur Aufklärung nationalsozialistischer Verbrechen“ in Ludwigsburg, 1958 gegründet und damals stark beachtet.

## Vorgehensweise
Die ZESt sammelte und dokumentierte vor allem Zeugenaussagen von DDR-Bürgern, die in die Bundesrepublik geflüchtet waren. Vor allem in Sachen der Verfolgung von Flüchtlingen an der innerdeutschen Grenze (z. B. bei erfolglosen Fluchtversuchen) nahm die ZESt auch Aussagen westdeutscher Augenzeugen auf und machte Fotos von Tatorten.
Die ZESt hatte keine Archivfunktion. Die dort eingesetzten Staatsanwälte gehörten alle zur Staatsanwaltschaft beim Oberlandesgericht Braunschweig. Ihre Aufgabe war es, Vorermittlungsverfahren
einzuleiten, wenn ein „Verdacht auf strafbare Handlungen“ vorlag. Hierfür wurde ein Katalog der Justizministerkonferenz definiert; Erweiterungen dieses Katalogs lehnten die Justizminister später ab. So diskutierte man zum Beispiel seit 1975 darüber, auch Zwangsadoptionen in diesen Katalog aufzunehmen. Da dieser Vorschlag sich nicht durchsetzen konnte, verfügt Salzgitter heute über keinerlei Kenntnisse in diesem Bereich aus dem Familienrecht.

## Position der DDR
In offiziellen Stellungnahmen der DDR wurde die ZESt immer wieder als Institution des Revanchismus und deren Tätigkeit als grobe Einmischung in die inneren Angelegenheiten der DDR bezeichnet.
Die Auflösung der Zentralen Erfassungsstelle war eine der vier 1980 von der DDR-Führung unter Erich Honecker erhobenen Geraer Forderungen.

## Finanzierung
Jahrzehntelang erfolgte eine gemeinschaftliche Finanzierung durch alle Bundesländer.
Wenige Jahre später unterstützte die SPD die Forderung der DDR nach Auflösung der Erfassungsstelle. Die SPD-Bundestagsfraktion stellte 1984 in einem einstimmigen Beschluss fest: „Die Zentrale Erfassungsstelle Salzgitter ist wirkungslos und überflüssig.“ Hans-Jochen Vogel sprach sich im März 1986 vor dem Bundestag für ihre Abschaffung aus und ab Januar 1988 beendeten die SPD-regierten Bundesländer Saarland unter dem SPD-Kanzlerkandidaten Oskar Lafontaine und Nordrhein-Westfalen unter Johannes Rau die Zuwendungen für die Erfassungsstelle. Dies führte zu heftigen Diskussionen über die Deutsche Frage.
Begründet wurden die Streichungspläne mit Zweifeln am Sinn und an der Zeitgemäßheit der ZESt.
Repräsentanten der CDU/CSU werteten dieses Vorgehen als „fehlende menschliche Solidarität mit den Bewohnern der DDR“ und als Einknicken vor den Geraer Forderungen von Erich Honecker und der DDR-Führung.
Der Spiegel schrieb im Dezember 1989 nach dem Fall der Mauer:

„Vor allem die SPD sah, Wandel durch Annäherung, immer weniger einen Sinn darin, den östlichen Machthabern unentwegt Greueltaten vorzuhalten. Alle SPD-regierten Bundesländer stellten nach und nach ihre Zahlungen für den Behörden-Etat von zur Zeit 250.000 Mark jährlich ein. Republikaner, Landesverbände der Jungen Union und auch die nordrheinwestfälische FDP begannen daraufhin, für den Erhalt der Dienststelle Geld zu sammeln. Vorsorglich hatte die Bundesregierung schon 100.000 Mark bereitgestellt, um den Kollaps der Minibehörde zu verhindern.“

Nach der Wiedervereinigung räumten einige Politiker, z. B. Hans-Jochen Vogel ein, es sei ein Fehler gewesen, die Abschaffung der Erfassungsstelle gefordert zu haben.

## Verwendung der gesammelten Informationen
Bei Bewerbern aus Ostdeutschland für den öffentlichen Dienst erteilte die ZESt Auskunft über die personenbezogenen Daten zur Feststellung einer eventuellen Straftat im Gebiet der ehemaligen DDR, die Art der Straftat und die Dauer einer Verurteilung.
Für manchen bedeutete die ZESt auch, seinen inneren Frieden machen zu können. Beispielsweise sagte Hans-Jürgen Grasemann, 1988 bis 1994 stellvertretender Leiter in Salzgitter, im November 1989 in einem Radiointerview, man werde sicher bald ehemalige Häftlinge rehabilitieren können, die aufgrund von unrechtmäßigen, politischen Urteilen ins Gefängnis kamen.
Grasemann berichtete von einem 85-Jährigen:

„Er wollte kein Geld, sondern nur diese Rehabilitations-Urkunde. […] Seine Kinder sollten wissen, dass er zwar fünf Jahre in Bautzen saß, aber kein Verbrecher war.“

In den Monaten nach dem Fall der Mauer wurden in der DDR viele Stimmen laut, die eine Aufarbeitung der Vergangenheit bzw. des geschehenen Unrechts forderten. (siehe auch Bundesbeauftragter für die Stasi-Unterlagen; diese Behörde wurde aus ähnlichen Gründen geschaffen).
Die ZESt-Unterlagen waren wichtige Unterlagen bei den Mauerschützenprozessen.

## Nach der Wiedervereinigung

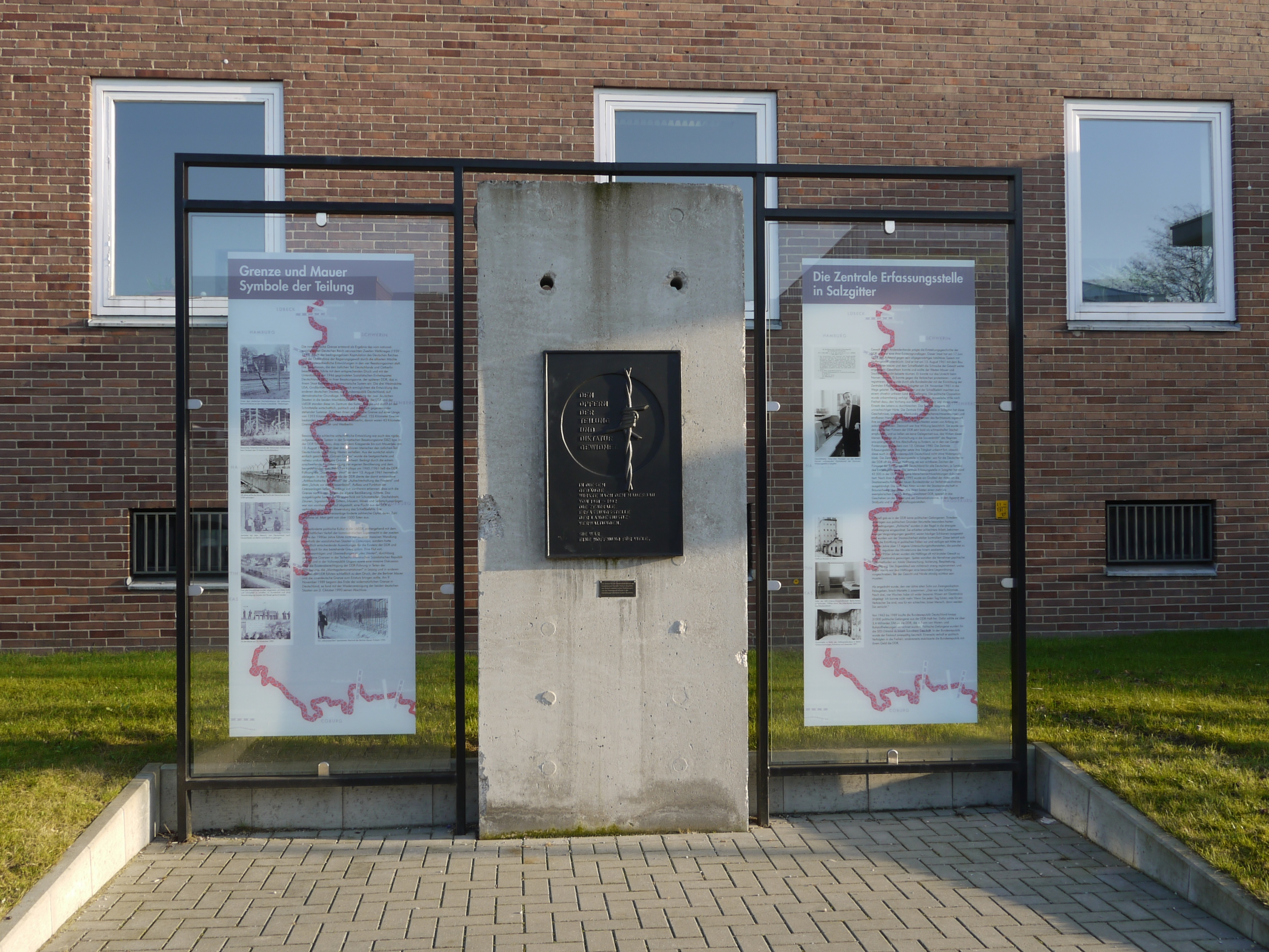
Gedenkstätte für die Zentrale Erfassungsstelle in Salzgitter-Bad vor dem ehemaligen Sitz der ZESt

Mit der Wiedervereinigung 1990 war die Aufgabe der ZESt erfüllt. Die Verfolgung von Straftaten übernahmen nunmehr die örtlichen Strafverfolgungsbehörden in den neuen Bundesländern. 1990 wurden Vorermittlungsakten zu insgesamt rund 40.000 Fällen an die dortigen Staatsanwaltschaften übergeben, wo sie die (meist ausführlicheren) Akten der DDR-Behörden zu diesen Fällen ergänzten. Die ZESt wurde daher 1992 geschlossen. Von 1961 bis 1992 registrierte die ZESt über 42.000 Gewaltakte in der DDR.
Die Parteien CDU und CSU hielten der SPD gelegentlich ihre Einstellung der ZESt-Finanzierung als Indiz dafür vor, sie habe die Wiedervereinigung zu dieser Zeit nicht mehr angestrebt oder gewollt. Die SPD lancierte 1993/94 ein Positionspapier („Wer im Glashaus sitzt …“) mit einer Auflistung vertraulicher Treffen von Unions-Spitzenpolitikern mit DDR-Funktionären (z. B. Franz Josef Strauß, der sich über 20-mal mit dem „DDR-Devisenbeschaffer“ Alexander Schalck-Golodkowski traf).
Die Akten der Behörde lagerten bis 2007 beim Oberlandesgericht Braunschweig und seit 2007 im Bundesarchiv in Koblenz.
Damit die ZESt und ihre Tätigkeit nicht in Vergessenheit geraten, beauftragte der Verwaltungsausschuss der Stadt im November 2007 die Stadtverwaltung Salzgitter einstimmig, einen Vorschlag für ein „sichtbares Zeichen“ in Form eines Denkmals, eines Gedenksteins oder einer Gedenktafel zu erarbeiten. Als Gedenkstätte wurde am 9. November 2009 (20. Jahrestag des Mauerfalls) ein Teilstück der ehemaligen Berliner Mauer, beschriftet mit einer Bronzeplatte, als Denkmal enthüllt. Sie steht vor dem ehemaligen Gebäude der ZESt in Salzgitter-Bad, in dem sich heute das Polizeikommissariat Salzgitter-Bad befindet.

## Einzelbelege
1. ↑  Stadt Salzgitter: Zentrale Erfassungsstelle
2. ↑  uni-hildesheim.de, Vortrag Wintersemester 2008/09: Eine Unrechtsgrenze in Europa - Die Zentrale Erfassungsstelle in Salzgitter
3. ↑  Friedrich-Ebert-Stiftung (PDF-Datei; 258 kB)
4. ↑  Uwe Müller: Oskar Lafontäine, der Enkel Erich Honeckers, in: WeltOnline
5. ↑  Michael Richter: Die Friedliche Revolution. Aufbruch zur Demokratie in Sachsen 1989/90. Vandenhoeck & Ruprecht, Göttingen, ISBN 978-3-525-36914-2, S. 50
6. 1 2  Hochwasser in den Akten – Ost-Berliner Aufklärer möchten nun die Unterlagen aus der westdeutschen Sammelstelle für DDR-Straftaten haben. In: Der Spiegel. Nr. 51, 1989, S. 66–69 (online – 18. Dezember 1989).
7. ↑  kas.de Lebenslauf (PDF-Datei; 41 kB)
8. ↑  Interview mit Grasemann, 2009
9. ↑  Eberhard Vogt: Deutschland: Die Mär von der „Siegerjustiz“. In: Focus Online. 7. Oktober 1996, abgerufen am 14. Oktober 2018.
10. ↑  Wurf ins Glashaus. In: Der Spiegel. 20. März 1994, ISSN 2195-1349 (spiegel.de [abgerufen am 18. April 2023]).
11. ↑  Bundesarchiv – Tätigkeitsbericht 2007/2008 Seite 37 (PDF, 5,8 MB)
12. ↑   Pressemitteilung der Stadt Salzgitter zur Gedenkstätteneinweihung vom 9. November 2009

Koordinaten: 52° 2′ 57,6″ N, 10° 22′ 33,6″ O